# Escallonia macrantha
Escallonia macrantha é uma espécie de planta com flor pertencente à família Escalloniaceae. 
A autoridade científica da espécie é Hook. & Arn., tendo sido publicada em Botanical Miscellany 3: 341. 1833.

## Portugal
Trata-se de uma espécie presente no território português, nomeadamente no Arquipélago dos Açores.
Em termos de naturalidade é introduzida na região atrás indicada.

## Protecção
Não se encontra protegida por legislação portuguesa ou da Comunidade Europeia.